# Рашка-Граштица
Рашка-Граштица (болг. Рашка гращица) — село в Болгарии. Находится в Кюстендилской области, входит в общину Невестино. Население составляет 166 человек.

## Политическая ситуация
В местном кметстве Рашка-Граштица, в состав которого входит Рашка-Граштица, должность кмета (старосты) исполняет Никола Атанасов Велчев (независимый) по результатам выборов правления кметства.
Кмет (мэр) общины Невестино — Димитр Иванов Стаменков (независимый) по результатам выборов в правление общины.